# Gunter d'Alquen
Gunter d'Alquen (tysk udtale: [ˈdalkən]) (født 24. oktober 1910, død 15. maj 1998) var chefredaktør for SS-ugebladet Das Schwarze Korps og chef for SS-Standarte Kurt Eggers.